# Jean-Luc Ponty

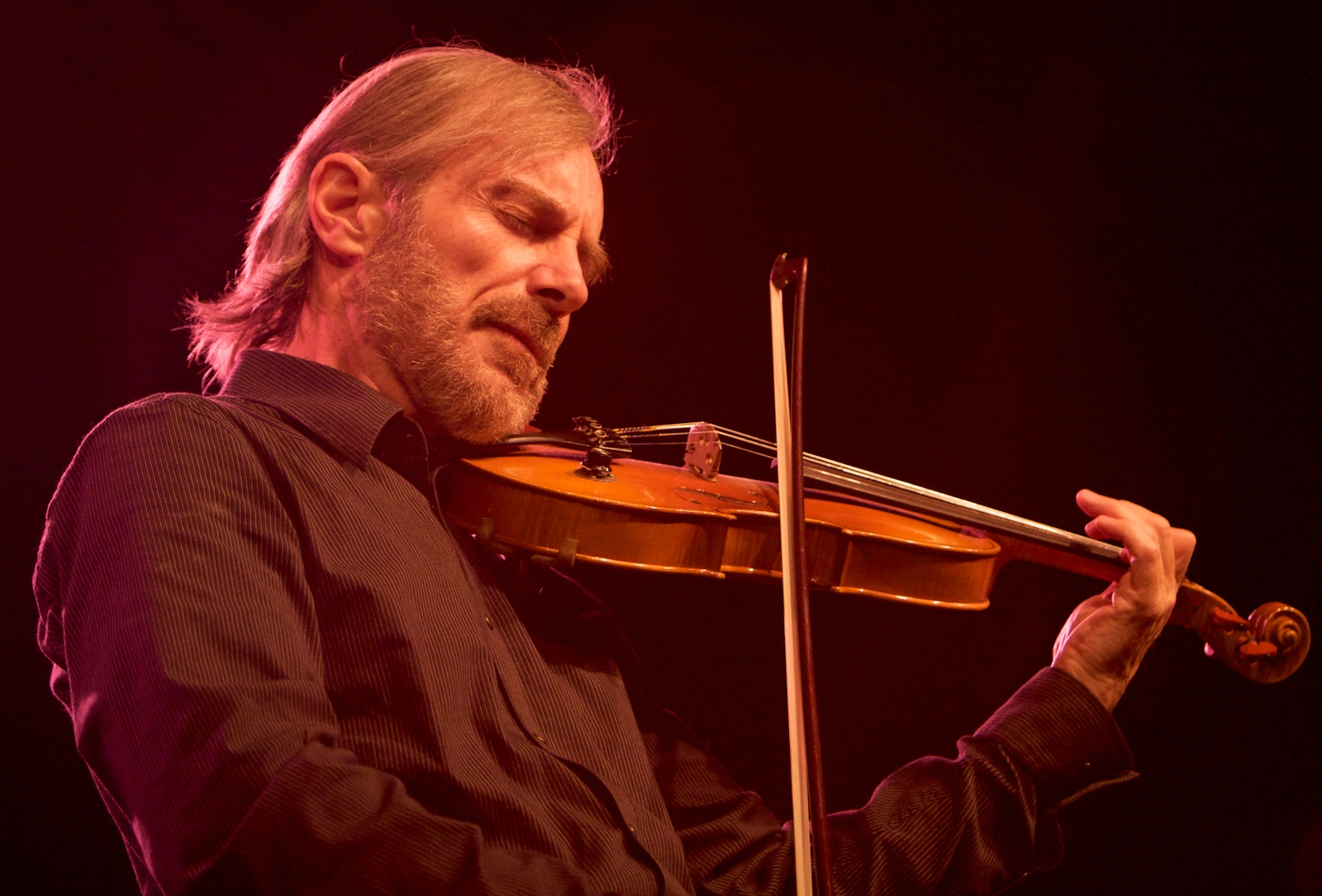
A 2008-as nizzai Dzsesszfesztiválon

Jean-Luc Ponty (Avranches, Franciaország, 1942. szeptember 29. –) francia hegedű-virtuóz és zeneszerző, a legismertebb francia dzsessz-zenészek egyike. A modern dzsessz stílusteremtő muzsikusa. Kompozícióiban a dzsessz és az afropop szintézisére törekedett.

## Életpályája
Ponty egy normandiai zenészcsaládba született. Apja hegedűtanár, anyja zongoratanárnő volt. 16 éves korában felvették a párizsi zenei konzervatóriumba, ahol két évvel később a legnagyobb elismeréssel (Premier Prix) végzett. Azonnal felvették az egyik legnagyobb szimfonikus zenekarba (Concerts Lamoureux), ahol 3 évig játszott. Pontyt, aki ebben az időszakban kezdett klarinétozni egy kollégiumi együttesben, édesapja tanította klarinétozni. 1964-ben az antibes-i dzsesszfesztiválon dzsesszhegedűsként tűnt fel. Bár sokáig komolyzenei karrierjét is párhuzamosan folytatta, választania kellett. Végleg áttért a hegedűre és 5 év alatt a legismertebb dzsesszhegedűsök közé emelkedett. 1969-től Frank Zappa partnere volt Los Angelesben, majd 1970 és 1972 között free jazz zenekart vezetett Párizsban. 1973-tól az Amerikai Egyesült Államokban játszott Frank Zappa együttesében, a Mothers of Inventionban. 1974-től a Mahavisnu Orchestrával játszott. 1975-től különböző dzsessz-rock (fusion) együtteseket vezetett.
Joachim Berendt kritikus írta róla, hogy az ő feltűnése óta a dzsesszhegedű egészen más hangszerré vált; Ponty játékát John Coltrane korai és középső időszakaihoz hasonlította.
1995-ben Ponty csatlakozott Al Di Meola gitároshoz és a basszista Stanley Clarke-hoz. Ez az "all-star" trió egy akusztikus lemezt készített The Rite of Strings címmel, valamint 6 hónapon át turnézott Észak-Amerikában, Dél-Amerikában és Európában.

## A Return to Foreverrel
Ponty már 1976-ban szerepelt Chick Corea My Spanish Heart című szólólemezén. 2011-ben Corea felkérte Pontyt, csatlakozzon a Return to Forever nevű együtteséhez. Az együttes számos koncertet adott és kiadta a "Return to Forever IV," című, valóban negyedik lemezét.

## Lemezkiadói
- Atlantic
- Columbia
- Blue Note
- Prestige
- Philips
- Epic
- Koch
- Polygram
- J.L.P. Productions, Inc.

## Híres zenészek, akikkel játszott
- John McLaughlin, Mahavishnu Orchestra, Svend Asmussen, Frank Zappa, Stéphane Grappelli, Stuff Smith, Al Di Meola, Stanley Clarke, Gerald Wilson, Elton John, Niels-Henning Orsted Pedersen, Bela Fleck, Return to Forever

## Magánélete
Jean-Luc Ponty nős; két lánya van. Egyikük, Clara Ponty, sikeres zongoraművész és zeneszerző, aki apjával több projektben is részt vett, beleértve legutóbbi, Mirror of Truth című lemezét.

## Hangszerei
Jean-Luc Ponty 1977 óta 5 húros elektromos hegedűket használ, alsó C-húrral.

## Diszkográfiája
- Jazz Long Playing (1964)
- Violin Summit (1966)
- Humair, Louiss, and Ponty: Trio HLP (1966)
- Sunday Walk (1967)
- More than Meets the Ear (1968)
- Live at Donte's (1969)
- Electric Connection (1969)
- Jean-Luc Ponty Experience with the George Duke Trio (1969)
- King Kong: Jean-Luc Ponty Plays the Music of Frank Zappa (1970)
- Open Strings (1971)
- Live at Montreux 72 (1972)
- Upon the Wings of Music (1975)
- Aurora (1975)
- Imaginary Voyage (1976)
- Cantaloupe Island (1976)
- Enigmatic Ocean (1977)
- Cosmic Messenger (1978)
- Live (1979)
- A Taste for Passion (1979)
- Civilized Evil (1980)
- Mystical Adventures (1982)
- Individual Choice (1983)
- Open Mind (1984)
- Fables (1985)
- The Gift of Time (1987)
- Storytelling (1989)
- Tchokola (1991)
- No Absolute Time (1993)
- Le Voyage: The Jean-Luc Ponty Anthology (1996)
- Live at Chene Park (1997)
- The Very Best of Jean-Luc Ponty (2000)
- Life Enigma (2001)
- The Best of Jean-Luc Ponty (2002)
- Live at Semper Opera (2002)
- Jean-Luc Ponty in Concert (2003) (CD és DVD verzió)
- The Atacama Experience (2007)
- Electric Fusion - The Atlantic Years (2011) - összeállítás 4 CD-n az Atlanticnál 1975 és 1996 között megjelent albumokról.

### Frank Zappával
- Hot Rats (1969)
- Over-Nite Sensation (1973)
- Piquantique (1973)
- Apostrophe (') (1974)
- Shut Up 'n Play Yer Guitar (1981)

### A Mahavishnu Orchestrával
- Apocalypse (1974)
- Visions of the Emerald Beyond (1975)

### Stéphane Grappellivel
- Violin Summit: Stephane Grappelli, Stuff Smith, Svend Asmussen, Jean-Luc Ponty (1967, Polygram)
- Stéphane Grappelli / Jean-Luc Ponty (1974)
- Compact Jazz (1988, Polygram)

### Stanley Clarke & Al Di Meola társaságában
- The Rite of Strings (1995)
- Live in Montreux 1994 (2005)

### Más művészekkel
- Wolfgang Dauner - Free Action (1967)
- George Gruntz - Noon in Tunisia (1967)
- Jean Luc-Ponty & Masahiko Sato Astrorama (felvéve 1970-ben, megjelent 2011-ben mint Ponty & Sato)
- New Violin Summit (with Don "Sugarcane" Harris, Michał Urbaniak, Nipso Brantner, Terje Rypdal, Wolfgang Dauner, Neville Whitehead, Robert Wyatt) (1971)[10]
- Michel Colombier - Wings (1971)
- Elton John - Honky Château (1972)
- Alan Sorrenti - Aria (1972)
- Jean-Luc Ponty Meets Giorgio Gaslini (1974)
- Chick Corea - My Spanish Heart (1976)
- Verious - NDR Jazzworkshop '76

## Filmje
- 1999 - L. Subramaniam: Violin From the Heart. Rendező: Jean Henri Meunier. (Az egyik jelenetben Ponty L. Subramaniammal játszik.)

## Külső hivatkozások
- Ponty.com - Hivatalos weboldala
- Interjú Jean-Luc Pontyval az Allaboutjazz.com-on
- "In Conversation with Jean-Luc Ponty" by Thierry Quénum, at Jazz.com
- Interjú Jean-Luc Pontyval, Prog Sphere, 2010 Archiválva 2012. március 7-i dátummal a Wayback Machine-ben